# Jazzorca

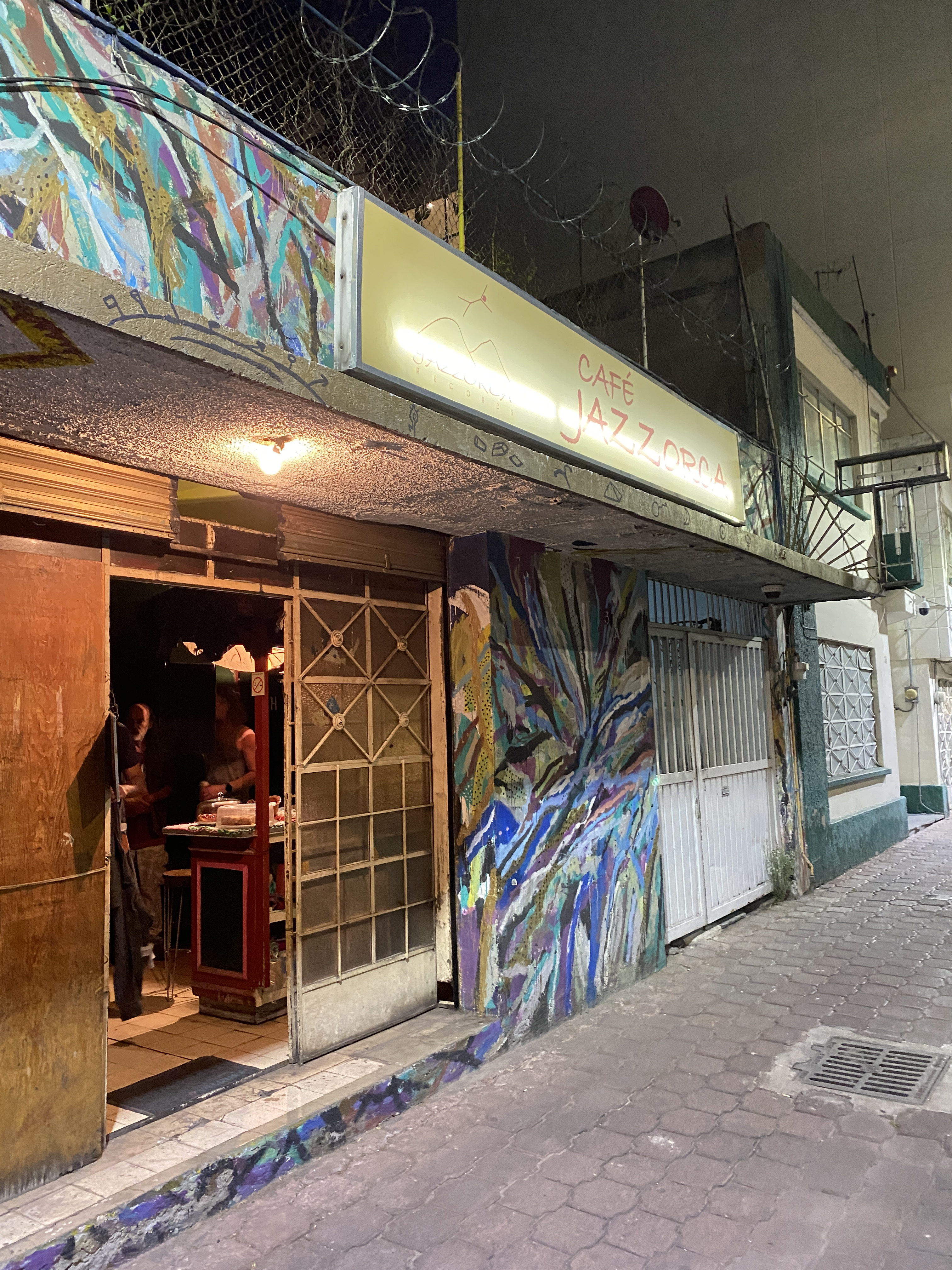
Jazzorca en 2023

Jazzorca es un foro musical de la Ciudad de México, el único dedicado al free jazz y a la música experimental en dicha ciudad, fundado por el multi-instrumentista Germán Bringas en julio de 1995. En un inicio el foro aceptó la presentación de artistas de géneros como jazz tradicional, blues o folk, pero al paso de los años se inclinó en definitiva por la experimentación.

## Músicos
Algunos de los músicos que han interpretado en Jazzorca son el propio ensamble de Bringas, Zeropoint, Ernesto Andriano, Alain Cano, Gibrán Andrade, Iván Bringas, Carlos Alegre, Arturo Báez, Marcos Miranda, Remi Álvarez, e Itzam Cano. Otros músicos no mexicanos que han estado en su escenario son Marco Eneidi, Daniel Jodocy, Feike de Jong, Fabio Pellegrini, Robert Misha Marcas, Jasmine Lovell-Smith, Peeter Uuskyla, Frode Gjerstad, Alfonso Don Malfón, Michael Schulz, Martin Alto de Albor, Elliott Levin, Phillip Lauzier, Gabriel Lauber, y Darrell Zimmerman.